# Lista de finais femininas em duplas do Australian Open
Esta é a lista de finais femininas em duplas do Australian Open.
Australasian Championships (1922–1926) e Australian Championships (1927–1968) referem-se à era amadora. Australian Open, a partir de 1969, refere-se à era profissional ou aberta.
Normalmente disputado em janeiro, o torneio foi movido para dezembro no período de 1977–1985, voltando à programação anterior a seguir. Para se adequar a essas mudanças, o ano de 1977 teve duas edições - em janeiro e dezembro -, enquanto que 1986 não contou com o evento.

## Por ano

### Era aberta
| Ano                                                      | Campeãs                                                                                | Vice-campeãs                                                                           | Resultado                                   | Piso |
| -------------------------------------------------------- | -------------------------------------------------------------------------------------- | -------------------------------------------------------------------------------------- | ------------------------------------------- | ---- |
| 2025                                                     | Kateřina Siniaková Taylor Townsend                                                     | Hsieh Su-wei Jeļena Ostapenko                                                          | 6–2, 46–7, 6–3                              |      |
| 2024                                                     | Hsieh Su-wei Elise Mertens                                                             | Lyudmyla Kichenok Jeļena Ostapenko                                                     | 6–1, 7–5                                    |      |
| 2023                                                     | Barbora Krejčíková Kateřina Siniaková                                                  | Shuko Aoyama Ena Shibahara                                                             | 6–4, 6–3                                    |      |
| 2022                                                     | Barbora Krejčíková Kateřina Siniaková                                                  | Anna Danilina Beatriz Haddad Maia                                                      | 36–7, 6–4, 6–4                              |      |
| 2021                                                     | Elise Mertens Aryna Sabalenka                                                          | Barbora Krejčíková Kateřina Siniaková                                                  | 6–2, 6–3                                    |      |
| 2020                                                     | Tímea Babos Kristina Mladenovic                                                        | Hsieh Su-wei Barbora Strýcová                                                          | 6–2, 6–1                                    |      |
| 2019                                                     | Samantha Stosur Zhang Shuai                                                            | Tímea Babos Kristina Mladenovic                                                        | 6–3, 6–4                                    |      |
| 2018                                                     | Tímea Babos Kristina Mladenovic                                                        | Ekaterina Makarova Elena Vesnina                                                       | 6–4, 6–3                                    |      |
| 2017                                                     | Bethanie Mattek-Sands Lucie Šafářová                                                   | Andrea Hlaváčková Peng Shuai                                                           | 46–7, 6–3, 6–3                              |      |
| 2016                                                     | Martina Hingis Sania Mirza                                                             | Andrea Hlaváčková Lucie Hradecká                                                       | 7–61, 6–3                                   |      |
| 2015                                                     | Bethanie Mattek-Sands Lucie Šafářová                                                   | Chan Yung-jan Zheng Jie                                                                | 6–4, 7–65                                   |      |
| 2014                                                     | Sara Errani Roberta Vinci                                                              | Ekaterina Makarova Elena Vesnina                                                       | 6–4, 3–6, 7–5                               |      |
| 2013                                                     | Sara Errani Roberta Vinci                                                              | Ashleigh Barty Casey Dellacqua                                                         | 6–2, 3–6, 6–2                               |      |
| 2012                                                     | Svetlana Kuznetsova Vera Zvonareva                                                     | Sara Errani Roberta Vinci                                                              | 5–7, 6–4, 6–3                               |      |
| 2011                                                     | Gisela Dulko Flavia Pennetta                                                           | Victoria Azarenka Maria Kirilenko                                                      | 2–6, 7–5, 6–1                               |      |
| 2010                                                     | Serena Williams Venus Williams                                                         | Cara Black Liezel Huber                                                                | 6–4, 6–3                                    |      |
| 2009                                                     | Serena Williams Venus Williams                                                         | Daniela Hantuchová Ai Sugiyama                                                         | 6–3, 6–3                                    |      |
| 2008                                                     | Alona Bondarenko Kateryna Bondarenko                                                   | Victoria Azarenka Shahar Pe'er                                                         | 2–6, 6–1, 6–4                               |      |
| 2007                                                     | Cara Black Liezel Huber                                                                | Chan Yung-jan Chuang Chia-jung                                                         | 6–4, 46–7, 6–1                              |      |
| 2006                                                     | Yan Zi Zheng Jie                                                                       | Lisa Raymond Samantha Stosur                                                           | 2–6, 7–67, 6–3                              |      |
| 2005                                                     | Svetlana Kuznetsova Alicia Molik                                                       | Lindsay Davenport Corina Morariu                                                       | 6–3, 6–4                                    |      |
| 2004                                                     | Virginia Ruano Pascual Paola Suárez                                                    | Svetlana Kuznetsova Elena Likhovtseva                                                  | 6–4, 6–3                                    |      |
| 2003                                                     | Serena Williams Venus Williams                                                         | Virginia Ruano Pascual Paola Suárez                                                    | 4–6, 6–4, 6–3                               |      |
| 2002                                                     | Martina Hingis Anna Kournikova                                                         | Daniela Hantuchová Arantxa Sánchez Vicario                                             | 6–2, 76–7, 6–1                              |      |
| 2001                                                     | Serena Williams Venus Williams                                                         | Lindsay Davenport Corina Morariu                                                       | 6–2, 4–6, 6–4                               |      |
| 2000                                                     | Lisa Raymond Rennae Stubbs                                                             | Martina Hingis Mary Pierce                                                             | 6–4, 5–7, 6–4                               |      |
| 1999                                                     | Martina Hingis Anna Kournikova                                                         | Lindsay Davenport Natalia Zvereva                                                      | 7–5, 6–3                                    |      |
| 1998                                                     | Martina Hingis Mirjana Lučić                                                           | Lindsay Davenport Natalia Zvereva                                                      | 6–4, 2–6, 6–3                               |      |
| 1997                                                     | Martina Hingis Natasha Zvereva                                                         | Lindsay Davenport Lisa Raymond                                                         | 6–2, 6–2                                    |      |
| 1996                                                     | Chanda Rubin Arantxa Sánchez Vicario                                                   | Lindsay Davenport Mary Joe Fernandez                                                   | 7–5, 2–6, 6–4                               |      |
| 1995                                                     | Jana Novotná Arantxa Sánchez Vicario                                                   | Gigi Fernández Natalia Zvereva                                                         | 6–3, 76–7, 6–4                              |      |
| 1994                                                     | Gigi Fernández Natasha Zvereva                                                         | Patty Fendick Meredith McGrath                                                         | 6–4, 4–6, 6–4                               |      |
| 1993                                                     | Gigi Fernández Natasha Zvereva                                                         | Elizabeth Sayers Smylie Pam Shriver                                                    | 6–4, 6–3                                    |      |
| 1992                                                     | Arantxa Sánchez Vicario Helena Suková                                                  | Mary Joe Fernandez Zina Garrison                                                       | 6–4, 7–63                                   |      |
| 1991                                                     | Patty Fendick Mary Joe Fernandez                                                       | Gigi Fernández Jana Novotná                                                            | 7–64, 6–1                                   |      |
| 1990                                                     | Jana Novotná Helena Suková                                                             | Patty Fendick Mary Joe Fernandez                                                       | 7–65, 7–66                                  |      |
| 1989                                                     | Martina Navrátilová Pam Shriver                                                        | Patty Fendick Jill Hetherington                                                        | 3–6, 6–3, 6–2                               |      |
| 1988                                                     | Martina Navrátilová Pam Shriver                                                        | Chris Evert Wendy Turnbull                                                             | 6–0, 7–5                                    |      |
| 1987                                                     | Martina Navrátilová Pam Shriver                                                        | Zina Garrison Lori McNeil                                                              | 6–1, 6–0                                    |      |
| Torneio não realizado em 1986, devido à mudança de data. |                                                                                        |                                                                                        |                                             |      |
| 1985                                                     | Martina Navrátilová Pam Shriver                                                        | Claudia Kohde–Kilsch Helena Suková                                                     | 6–3, 6–4                                    |      |
| 1984                                                     | Martina Navrátilová Pam Shriver                                                        | Claudia Kohde–Kilsch Helena Suková                                                     | 6–3, 6–4                                    |      |
| 1983                                                     | Martina Navrátilová Pam Shriver                                                        | Anne Hobbs Wendy Turnbull                                                              | 6–4, 6–7, 6–2                               |      |
| 1982                                                     | Martina Navrátilová Pam Shriver                                                        | Claudia Kohde–Kilsch Eva Pfaff                                                         | 6–4, 6–2                                    |      |
| 1981                                                     | Kathy Jordan Anne Smith                                                                | Martina Navrátilová Pam Shriver                                                        | 6–2, 7–5                                    |      |
| 1980                                                     | Betsy Nagelsen Martina Navrátilová                                                     | Ann Kiyomura Candy Reynolds                                                            | 6–4, 6–4                                    |      |
| 1979                                                     | Judy Connor Chaloner Diane Evers Brown                                                 | Leanne Harrison Marcella Mesker                                                        | 6–1, 3–6, 6–0                               |      |
| 1978                                                     | Betsy Nagelsen Renáta Tomanová                                                         | Naoko Sato Pam Whytcross                                                               | 7–5, 6–2                                    |      |
| 1977 (dez.)                                              | Evonne Goolagong Cawley / Helen Gourlay Cawley vs. Mona Guerrant / Kerry Melville Reid | Evonne Goolagong Cawley / Helen Gourlay Cawley vs. Mona Guerrant / Kerry Melville Reid | Final não disputada; o título foi dividido. |      |
| 1977 (jan.)                                              | Dianne Fromholtz Balestrat Helen Gourlay Cawley                                        | Kerry Melville Reid Betsy Nagelsen                                                     | 5–7, 6–1, 7–5                               |      |
| 1976                                                     | Evonne Goolagong Cawley Helen Gourlay Cawley                                           | Renáta Tomanová Lesley Turner Bowrey                                                   | 8–1                                         |      |
| 1975                                                     | Evonne Goolagong Cawley Peggy Michel                                                   | Margaret Court Olga Morozova                                                           | 7–6, 7–6                                    |      |
| 1974                                                     | Evonne Goolagong Cawley Peggy Michel                                                   | Kerry Harris Kerry Melville Reid                                                       | 7–5 6–3                                     |      |
| 1973                                                     | Margaret Court Virginia Wade                                                           | Kerry Harris Kerry Melville Reid                                                       | 6–4, 6–4                                    |      |
| 1972                                                     | Helen Gourlay Cawley Kerry Harris                                                      | Patricia Coleman Gregg Karen Krantzcke                                                 | 6–0, 6–4                                    |      |
| 1971                                                     | Margaret Court Evonne Goolagong Cawley                                                 | Jill Emmerson Lesley Hunt                                                              | 6–0, 6–0                                    |      |
| 1970                                                     | Margaret Court Judy Tegart Dalton                                                      | Karen Krantzcke Kerry Melville Reid                                                    | 6–3, 6–1                                    |      |
| 1969                                                     | Margaret Court Judy Tegart Dalton                                                      | Rosie Casals Billie Jean King                                                          | 6–4, 6–4                                    |      |

### Era amadora
| Ano                                                                       | Campeãs                                        | Vice-campeãs                                      | Resultado     | Piso |
| ------------------------------------------------------------------------- | ---------------------------------------------- | ------------------------------------------------- | ------------- | ---- |
| 1968                                                                      | Karen Krantzcke Kerry Melville Reid            | Judy Tegart Dalton Lesley Turner Bowrey           | 6–4, 3–6, 6–2 |      |
| 1967                                                                      | Judy Tegart Dalton Lesley Turner Bowrey        | Lorraine Coghlan Robinson Evelyn Terras           | 6–0, 6–2      |      |
| 1966                                                                      | Carole Caldwell Graebner Nancy Richey          | Margaret Court Lesley Turner Bowrey               | 6–4, 7–5      |      |
| 1965                                                                      | Margaret Court Lesley Turner Bowrey            | Robyn Ebbern Billie Jean King                     | 1–6, 6–2, 6–3 |      |
| 1964                                                                      | Judy Tegart Dalton Lesley Turner Bowrey        | Robyn Ebbern Margaret Smith Court                 | 6–4, 6–4      |      |
| 1963                                                                      | Margaret Court Robyn Ebbern                    | Jan Lehane O'Neill Lesley Turner Bowrey           | 6–1, 6–3      |      |
| 1962                                                                      | Margaret Court Robyn Ebbern                    | Mary Carter Reitano Darlene Hard                  | 6–4, 6–4      |      |
| 1961                                                                      | Mary Carter Reitano Margaret Court             | Mary Bevis Hawton Jan Lehane O'Neill              | 6–4, 3–6, 7–5 |      |
| 1960                                                                      | Maria Esther Bueno Christine Truman Janes      | Lorraine Coghlan Robinson Margaret Court          | 6–2, 5–7, 6–2 |      |
| 1959                                                                      | Sandra Reynolds Price Renee Schuurman Haygarth | Mary Carter Reitano Lorraine Coghlan Robinson     | 7–5, 6–4      |      |
| 1958                                                                      | Mary Bevis Hawton Thelma Coyne Long            | Lorraine Coghlan Robinson Angela Mortimer Barrett | 7–5, 6–8, 6–2 |      |
| 1957                                                                      | Shirley Fry Althea Gibson                      | Mary Bevis Hawton Fay Muller                      | 6–2, 6–1      |      |
| 1956                                                                      | Mary Bevis Hawton Thelma Coyne Long            | Mary Carter Reitano Beryl Penrose                 | 6–2, 5–7, 9–7 |      |
| 1955                                                                      | Mary Bevis Hawton Beryl Penrose                | Nell Hall Hopman Gwen Thiele                      | 7–5, 6–1      |      |
| 1954                                                                      | Mary Bevis Hawton Beryl Penrose                | Hazel Redick Smith Julia Wipplinger               | 6–3, 8–6      |      |
| 1953                                                                      | Maureen Connolly Brinker Julie Sampson Haywood | Mary Bevis Hawton Beryl Penrose                   | 6–4, 6–2      |      |
| 1952                                                                      | Thelma Coyne Long Nancye Wynne Bolton          | Mary Bevis Hawton Allison Burton Baker            | 6–1, 6–1      |      |
| 1951                                                                      | Thelma Coyne Long Nancye Wynne Bolton          | Mary Bevis Hawton Joyce Fitch                     | 6–2, 6–1      |      |
| 1950                                                                      | Louise Brough Clapp Doris Hart                 | Thelma Coyne Long Nancye Wynne Bolton             | 6–2, 2–6, 6–3 |      |
| 1949                                                                      | Thelma Coyne Long Nancye Wynne Bolton          | Doris Hart Marie Toomey                           | 6–0, 6–1      |      |
| 1948                                                                      | Thelma Coyne Long Nancye Wynne Bolton          | Mary Bevis Hawton Pat Jones                       | 6–3, 6–3      |      |
| 1947                                                                      | Thelma Coyne Long Nancye Wynne Bolton          | Mary Bevis Hawton Joyce Fitch                     | 6–3, 6–3      |      |
| 1946                                                                      | Joyce Fitch Mary Bevis Hawton                  | Thelma Coyne Long Nancye Wynne Bolton             | 9–7, 6–4      |      |
| Torneio não realizado entre 1941 e 1945, devido à Segunda Guerra Mundial. |                                                |                                                   |               |      |
| 1940                                                                      | Thelma Coyne Long Nancye Wynne Bolton          | Joan Hartigan Bathurst Emily Niemeyer             | 7–5, 6–2      |      |
| 1939                                                                      | Thelma Coyne Long Nancye Wynne Bolton          | May Hardcastle Emily Hood Westacott               | 7–5, 6–4      |      |
| 1938                                                                      | Thelma Coyne Long Nancye Wynne Bolton          | Dorothy Bundy Cheney Dorothy Workman              | 9–7, 6–4      |      |
| 1937                                                                      | Thelma Coyne Long Nancye Wynne Bolton          | Nell Hall Hopman Emily Hood Westacott             | 6–2, 6–2      |      |
| 1936                                                                      | Thelma Coyne Long Nancye Wynne Bolton          | May Blick Katherine Woodward                      | 6–2, 6–4      |      |
| 1935                                                                      | Evelyn Dearman Nancy Lyle                      | Louise Bickerton Nell Hall Hopman                 | 6–3, 6–4      |      |
| 1934                                                                      | Emily Hood Westacott Margaret Molesworth       | Joan Hartigan Bathurst Ula Valkenburg             | 6–8, 6–4, 6–4 |      |
| 1933                                                                      | Emily Hood Westacott Margaret Molesworth       | Marjorie Gladman Van Ryn Joan Hartigan Bathurst   | 6–3, 6–2      |      |
| 1932                                                                      | Coral Buttsworth Marjorie Cox Crawford         | Kathrine Le Mesurier Dorothy Weston               | 6–2, 6–2      |      |
| 1931                                                                      | Daphne Akhurst Cozens Louise Bickerton         | Nell Lloyd Gwen Utz                               | 6–0, 6–4      |      |
| 1930                                                                      | Emily Hood Westacott Margaret Molesworth       | Marjorie Cox Crawford Sylvia Lance Harper         | 6–3, 0–6, 7–5 |      |
| 1929                                                                      | Daphne Akhurst Cozens Louise Bickerton         | Sylvia Lance Harper Meryl O'Hara Wood             | 6–2, 3–6, 6–2 |      |
| 1928                                                                      | Daphne Akhurst Cozens Esna Boyd Robertson      | Kathrine Le Mesurier Dorothy Weston               | 6–3, 6–1      |      |
| 1927                                                                      | Louise Bickerton Meryl O'Hara Wood             | Esna Boyd Robertson Sylvia Lance Harper           | 6–3, 6–3      |      |
| 1926                                                                      | Esna Boyd Robertson Meryl O'Hara Wood          | Daphne Akhurst Cozens Marjorie Cox Crawford       | 6–3, 6–8, 8–6 |      |
| 1925                                                                      | Daphne Akhurst Cozens Sylvia Lance Harper      | Esna Boyd Robertson Kathrine Le Mesurier          | 6–4, 6–3      |      |
| 1924                                                                      | Daphne Akhurst Cozens Sylvia Lance Harper      | Kathrine Le Mesurier Meryl O'Hara Wood            | 7–5, 6–2      |      |
| 1923                                                                      | Esna Boyd Robertson Sylvia Lance Harper        | Margaret Molesworth Beryl Turner                  | 6–1, 6–4      |      |
| 1922                                                                      | Esna Boyd Robertson Marjorie Mountain          | Floris St. George Gwen Utz                        | 1–6, 6–4, 7–5 |      |

Pisos: 
      Duro 
      Saibro 
      Grama 
      Carpete 